# Surrey (Colombie-Britannique)
Pour les articles homonymes, voir Surrey.
Surrey est une cité (city) de Colombie-Britannique au Canada. Après Vancouver, Surrey est la plus peuplée des 21 municipalités composant l'agglomération du Grand Vancouver. Au recensement de 2011, on y a dénombré une population de 468 251 habitants, en faisant la seconde municipalité de Colombie-Britannique et la douzième du Canada,.

## Géographie
Surrey est limitée au nord par le fleuve Fraser, à l'ouest par la cité de Nord Delta, à l'est par la cité de Langley, et au sud par la cité de White Rock, la baie Boundary et la frontière canado-américaine (État de Washington).
La cité se compose de six grands « quartiers » (town centres en anglais) : Fleetwood, Whalley/City Centre, Guildford, Newton, Cloverdale et South Surrey.

### Climat
| Mois                                  | jan.       | fév.       | mars      | avril     | mai       | juin      | jui.     | août      | sep.      | oct.      | nov.     | déc.       | année            |
| ------------------------------------- | ---------- | ---------- | --------- | --------- | --------- | --------- | -------- | --------- | --------- | --------- | -------- | ---------- | ---------------- |
| Température minimale moyenne (°C)     | 0,9        | 1,4        | 3,3       | 5,3       | 8         | 10,8      | 12,5     | 12,7      | 10        | 6,3       | 3,1      | 0,6        | 6,2              |
| Température moyenne (°C)              | 3,8        | 5,1        | 7,5       | 10        | 13        | 15,6      | 17,9     | 18,2      | 15,5      | 10,4      | 5,9      | 3,4        | 10,5             |
| Température maximale moyenne (°C)     | 6,7        | 8,7        | 11,7      | 14,6      | 17,9      | 20,4      | 23,1     | 23,6      | 20,9      | 14,5      | 8,7      | 6,1        | 14,7             |
| Record de froid (°C) date du record   | −17,2 1969 | −13,5 1989 | −8,3 1976 | −2,8 1963 | −1,1 1962 | 2,2 1976  | 2,8 1973 | −1,1 1973 | −2,2 1972 | −6,5 1984 | −15 1985 | −18,9 1968 | −18,9 29/12/1968 |
| Record de chaleur (°C) date du record | 15,5 1981  | 19,4 1968  | 25 1994   | 29 1987   | 34,5 1983 | 33,3 1970 | 35 1979  | 34,5 1978 | 34,5 1988 | 29 1987   | 21 1981  | 16,7 1963  | 35 17/7/1979     |
| Précipitations (mm)                   | 186,4      | 124,8      | 121,8     | 109,8     | 87,9      | 72,1      | 49       | 42        | 59,7      | 138,5     | 225      | 182,1      | 1 399,1          |
| dont neige (cm)                       | 14,5       | 7,4        | 1,8       | 0,3       | 0         | 0         | 0        | 0         | 0         | 0,4       | 1,6      | 12,2       | 38,2             |
| Nombre de jours avec précipitations   | 19,3       | 16         | 17,8      | 16,2      | 14,3      | 12,7      | 8,4      | 7,4       | 8,3       | 16,3      | 22,2     | 19,4       | 178              |
| Nombre de jours avec neige            | 2,2        | 1,6        | 0,55      | 0,1       | 0         | 0         | 0        | 0         | 0         | 0,11      | 0,56     | 2,4        | 7,4              |

| Diagramme climatique                                  |             |              |              |           |              |            |            |            |              |           |             |
| J                                                     | F           | M            | A            | M         | J            | J          | A          | S          | O            | N         | D           |
| 6,70,9186,4                                           | 8,71,4124,8 | 11,73,3121,8 | 14,65,3109,8 | 17,9887,9 | 20,410,872,1 | 23,112,549 | 23,612,742 | 20,91059,7 | 14,56,3138,5 | 8,73,1225 | 6,10,6182,1 |
| Moyennes : • Temp. maxi et mini °C • Précipitation mm |             |              |              |           |              |            |            |            |              |           |             |

## Démographie
| 2001    | 2006    | 2011    | 2016    |
| ------- | ------- | ------- | ------- |
| 347 820 | 394 976 | 468 251 | 517 887 |

## Histoire
L'emplacement actuel de la municipalité de Surrey a été occupé pendant plusieurs millénaires par les Salish (peuples Kwantlen et Semiahmoo). Les colons européens créent la municipalité de Surrey en 1879, en référence au comté de Surrey en Angleterre. D'abord ville agricole puis industrielle, Surrey se développe durant la seconde moitié du XXe siècle, s'organisant autour des six grands quartiers (town centres) actuels. En 1993, Surrey obtient le statut de cité.

## Éducation
- École Southridge

## Économie
L'économie de Surrey est dominée par l'industrie manufacturière, l'agriculture, la vente en gros et le commerce.

## Transport
Surrey est à l'origine reliée à New Westminster (et donc Vancouver) par un pont construit en 1904 au-dessus du fleuve Fraser, complété en 1937 par le pont Pattullo. Enfin, le premier des ponts de Port Mann reliant Coquitlam est mis en service en 1964, et est remplacé par un plus vaste en 2012.
Surrey est en 2016 desservie principalement par les voies rapides 1, 1A, 15, 17 et 99, ainsi que la ligne Expo du SkyTrain (avec quatre arrêts dans le nord de Surrey) et diverses lignes de bus opérées par TransLink.

## Culture
La série télévisée Smallville fut tournée à Surrey, plus précisément à Cloverdale.